# 10円パン

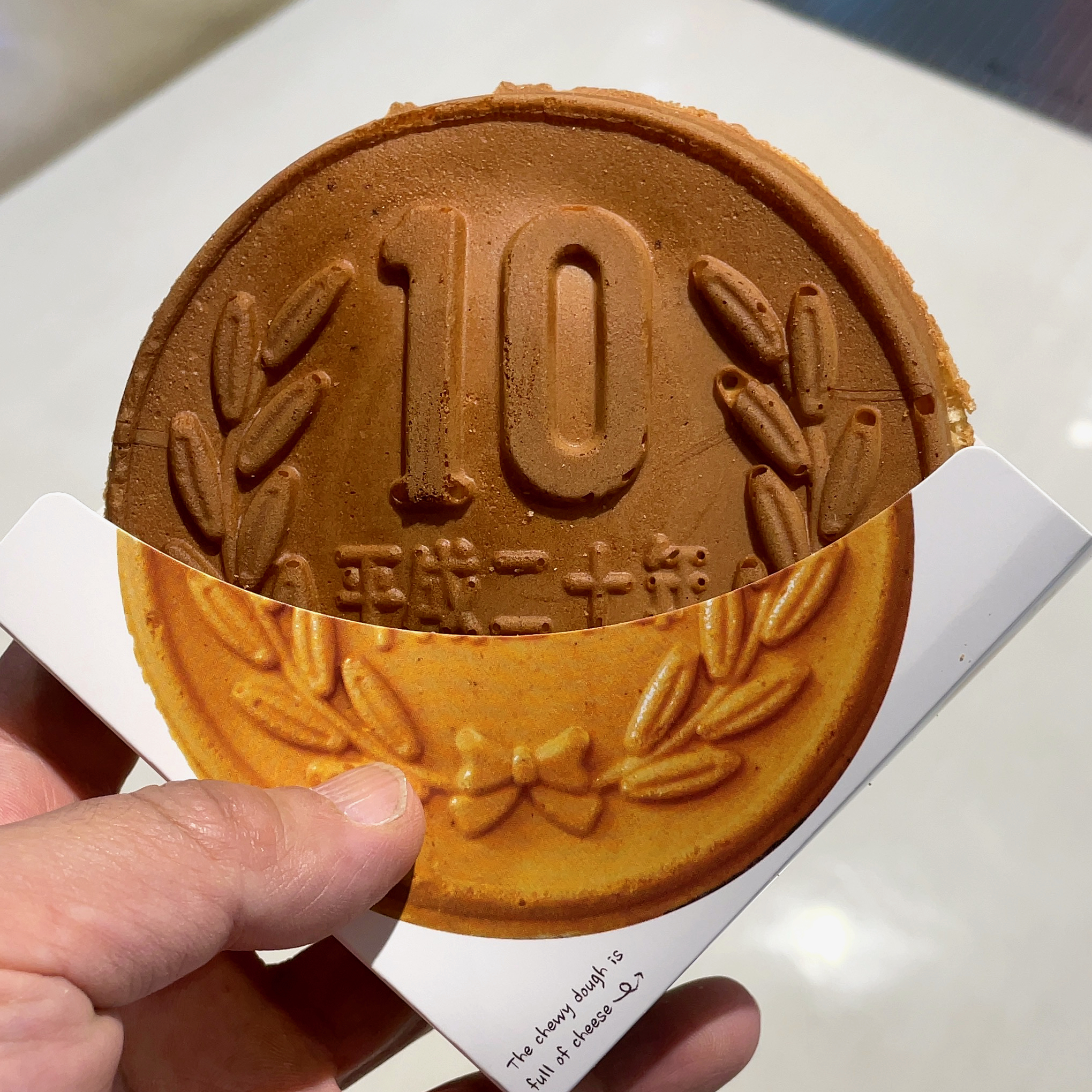
10円パン

10円パン（じゅうえんパン）または10ウォンパン（じゅうウォンパン、韓: 10원 빵）は、パンケーキの一種で生地の中にモッツァレラチーズを入れ込んで焼き上げたもので、10円硬貨または10ウォン硬貨を模した、主に屋台で売られる菓子。大韓民国の慶州市の観光名所で販売されていたものを発祥とする。日本では一般的に500円で販売されている。

## 概要
韓国の慶州で売られていた「慶州10ウォンパン」が発祥とされる。10ウォン硬貨には現地の観光名所である仏国寺の多宝塔が描かれており、観光土産として10ウォン硬貨型のスイーツを販売したところ、小銭を目にする機会が少ない若者の間で話題となった。また、10ウォンは日本円では1円ほどで、安いコインが大判のスイーツになっているギャップも話題となった。
日本では、韓流ブームの聖地として知られる新大久保で「10ウォンパン」として売られていたが、やがて日本風にアレンジされ、10ウォン硬貨と同じ銅色の10円玉が採用されて「10円パン」となった。中に入ったチーズが伸びるのがSNS映えするのも人気の一因となっている。
日本では一つ500円から600円で販売されているが、本場・慶州の10ウォンパンの値段は300円程度である。

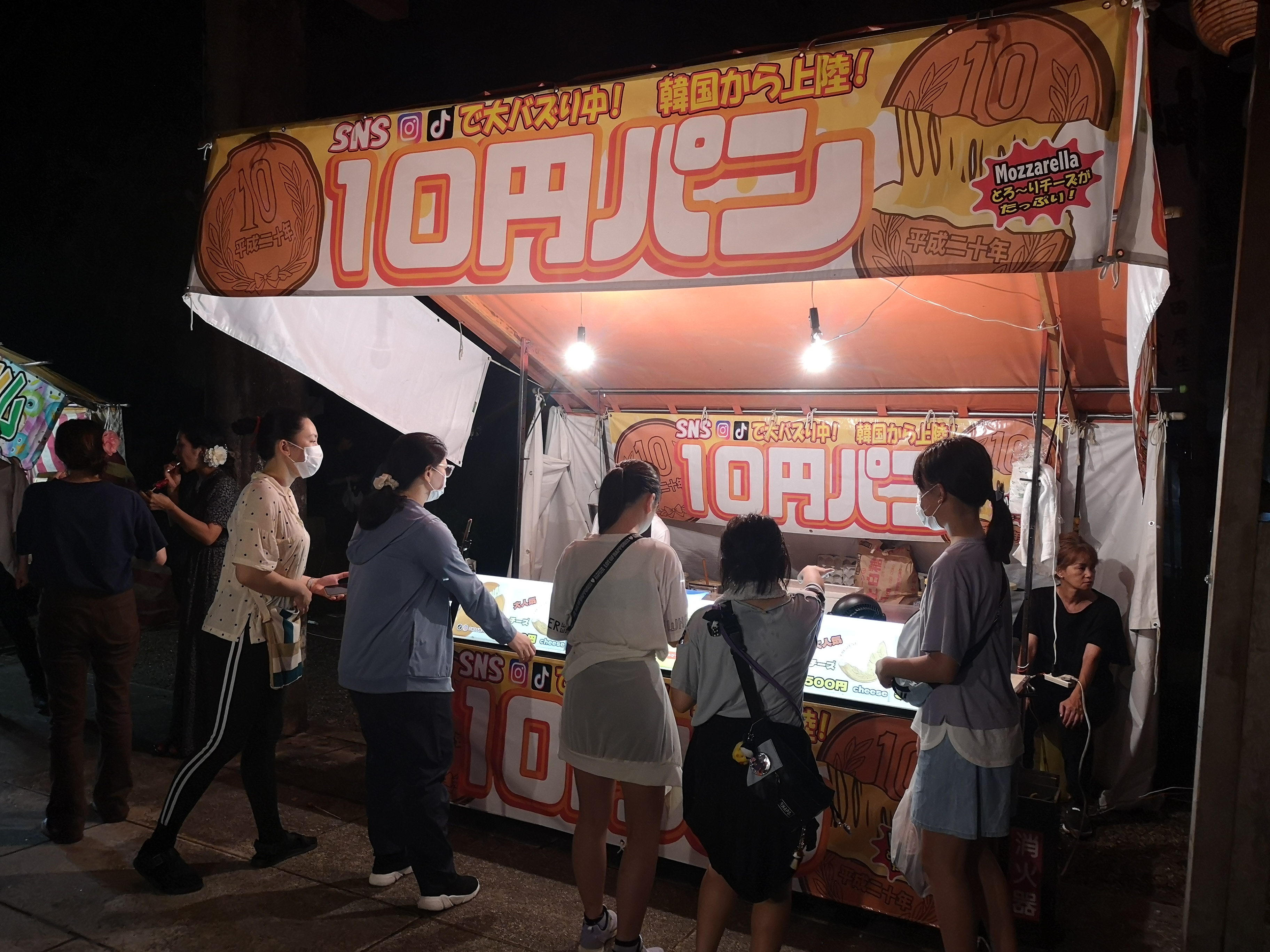
10円パンの屋台
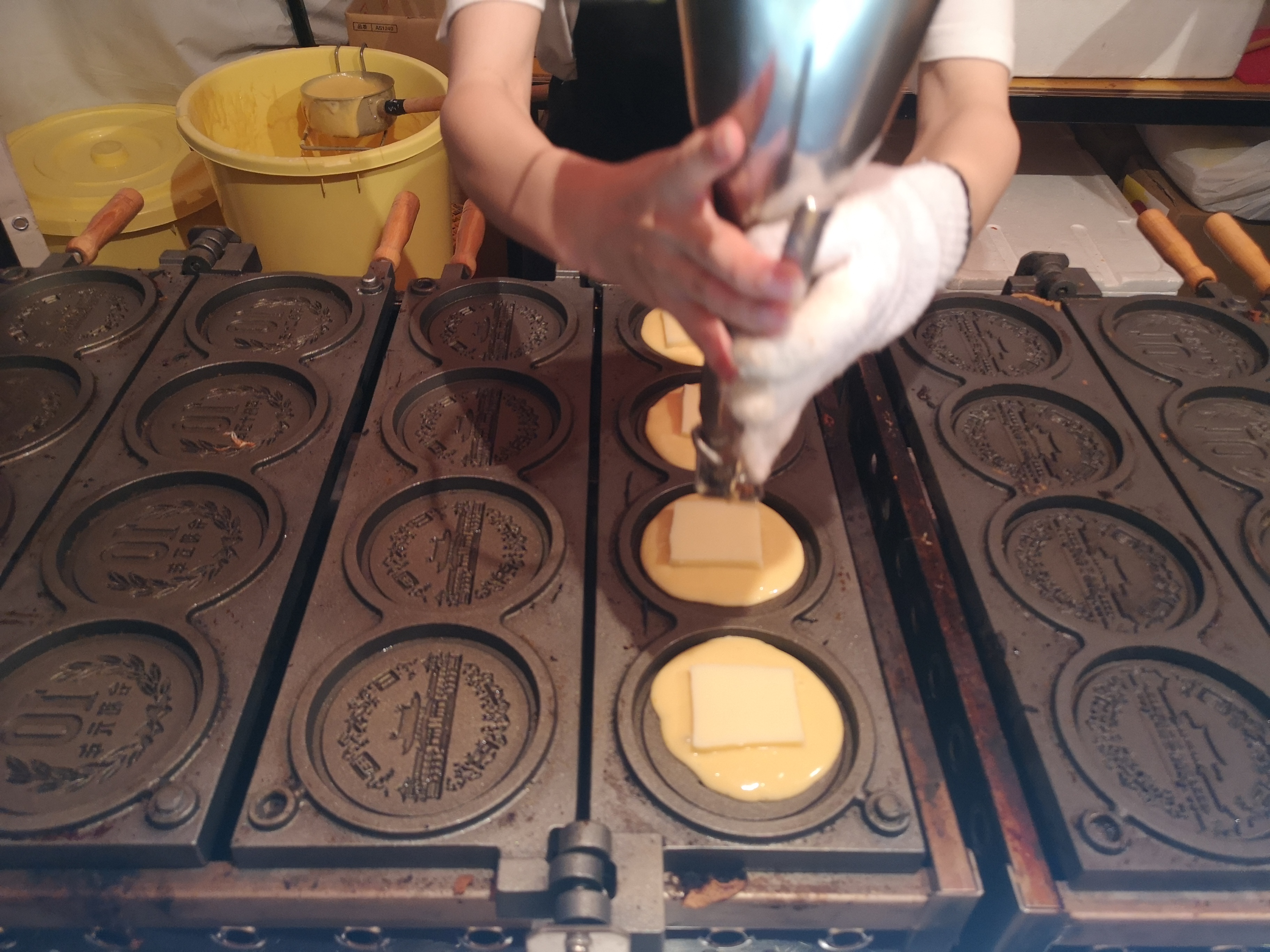
10円パンの調理（チーズ入り）
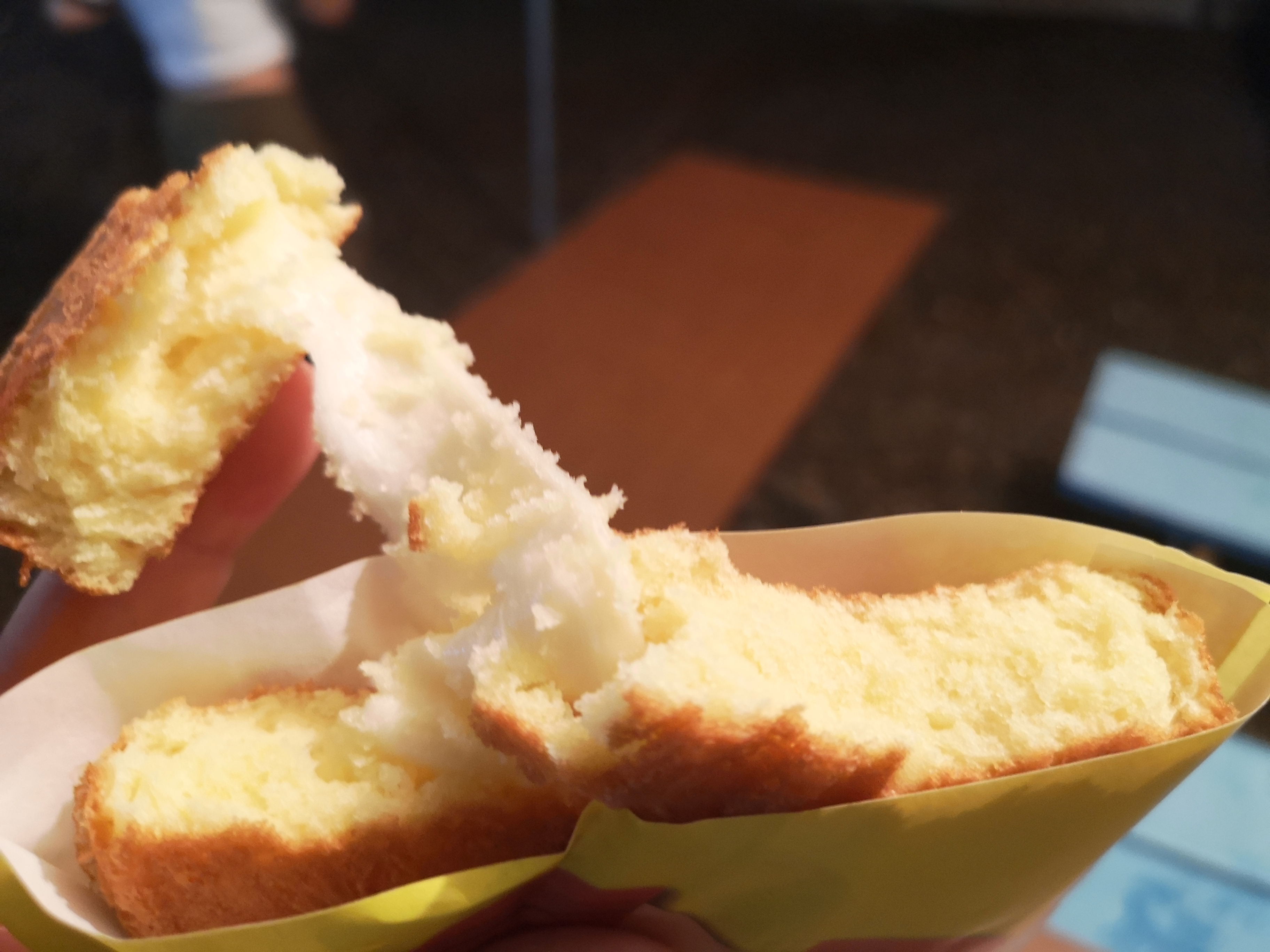
チーズ入りの10円パンの一例